# TBN 부산매거진
조면주의 TBN 부산매거진은 TBN 부산교통방송(FM 94.9㎒)에서 평일 오후 4시 5분부터 오후 5시 52분까지 방송되는 부산권 지역의 라디오 시사 프로그램이다.

## 프로그램 소개
- 부산 지역 이슈부터, 시사, 경제까지! 지역밀착형 종합 정보 프로그램

## 코너

### 매일 코너
- 오늘의 Focus - 매거진이 던지는 이슈! 주요 뉴스 중 함께 논의해볼만한 이야기들 (청취자참여)
- 원픽뉴스(수시) - 부산의 다양한 뉴스중 이거 하나만 제대로 알고 가자! 매거진이 뽑은 원픽뉴스(정홍무기자)
- 매거진 퀴즈 - 상식을 UP 시키는 매거진 퀴즈

## 요일별 코너

### 월요일
- 이슈를 말하다 : 한 주간의 핫이슈 (동명대 미디어커뮤니케이션학과 박권일 겸임교수)
- 이슈를 말하다(월드이슈) : 최근 월드 이슈 (부경대학교 국제지역학부 김동수 교수)
- 부산은 지금 : 생생한 부산 소식 (부산시 대변인실 공보담당관 정수영 사무관)

### 화요일
- 이코노미 리포트 : 최근 이슈가 된 경제관련 뉴스, 경제상식 (강정규 동아대학교 부동산대학원장, BNK부산은행 강상구, 황윤실 PB팀장)
- 신노년, 인생은 지금부터 : 신노년 인생 지침서 (노인생활과학연구소 한동희 소장)

### 수요일
- 매거진 인터뷰 : 매주 이슈의 인물을 만나는 시간
- 부산재발견 : 새로운 시각으로 부산의 매력을 재발견 (동명대 실내건축학과 이승헌 교수)

### 목요일
- 트렌드 읽기 : 요즘 트렌드 따라잡기 (BC에이전시 홍순철 대표)
- 슬기로운 소비생활 : 소비자를 위한 친환경 소비자 상식백과 (부산 녹색소비자연대 이자영 사무처장)

### 금요일
- 매거진 인터뷰 : 매주 이슈의 인물을 만나는 시간
- 탐정변호사K : 기억해야 할 사건을 탐정의 눈으로 파헤친다 (법률사무소 정심정행 강승주 변호사)